# Boghos Gelalian

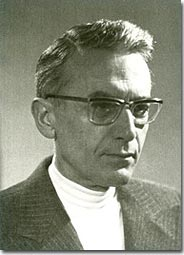
Boghos Gelalian

Boghos Gelalian (auch Boghos Jilalian, * 1922 in Alexandrette; † 2011 in Beirut) war ein armenischer Pianist, Komponist und Musikpädagoge.

## Leben und Werk
Boghos Gelalian wurde in eine armenische Familie geboren, die vor dem osmanischen Völkermord in die Mittelmeerstadt Alexandrette geflohen war. Er verlor früh seine Eltern durch eine Malaria-Epidemie. Infolge der Annexion von Alexandrette durch die Türkei suchte Boghos Gelalian wie viele andere Armenier Zuflucht in Beirut.
Von 1942 bis 1949 studierte er in Beirut Klavier, Musiktheorie und Komposition. Gleichzeitig verdiente er seinen Lebensunterhalt als Pianist in Nachtclubs und arbeitete als Musikarrangeur für das Radio.
Er war maßgeblicher Berater der libanesischen Brüder, Komponisten und Songschreiber Mansour und Assy Rahbani und maßgeblich am Aufstieg der Sängerin Fairuz, der Ehefrau von Mansour Rahbani, zu einer legendären Ikone der arabischen Musik beteiligt. Auch Fairuzs Sohn Ziad Rahbani, das spätere musikalische Aushängeschild der libanesischen Linken, war einer seiner Schüler.
Boghos Gelalian wirkte als Professor für Harmonielehre, Komposition und Klavier am Konservatorium von Beirut. Er komponierte unter anderem Danse für Klavier (1950), Poème für Violine (1951), Sonates brèves für Klavier (1954), Sonate für Klavier (1964). Daneben komponierte er Werke für Orchester wie Danse (1958), Scènes de ballet (1959) und Séquences (1967).
„Trotz seiner Vertrautheit mit Jazz und Unterhaltungsmusik sowie der türkischen und arabischen Musiktradition sind Gelalians Eigenkompositionen kompromisslos modern. Ihre intensive Chromatik grenzt mitunter an Atonalität, ist aber auch […] aus armenischen und orientalischen Tonarten abgeleitet.“